# Edward F. Tattnall
Edward Fenwick Tattnall (Savannah, 3 giugno 1788 – Savannah, 21 novembre 1832) è stato un politico statunitense.

## Biografia
Discendeva da un'illustre famiglia di proprietari terrieri della Georgia: suo nonno, Josiah Tattnall Sr., era il proprietario dell'importante piantagione di Bonaventure, poco fuori Savannah, ma era stato costretto a fuggire nel Regno Unito allo scoppio della rivoluzione americana in quanto lealista e sostenitore del governatore britannico James Wright; suo padre, Josiah Tattnall II, si era invece schierato coi ribelli ed era divenuto uno dei principali uomini politici della Georgia, servendone come governatore tra il 1801 e il 1802.
Il padre era morto di malattia nel 1803, lasciando i figli orfani e obbligandoli a raggiungere il nonno esule in Inghilterra. Qui Edward si formò come avvocato, per poi rientrare negli Stati Uniti e divenire avvocato generale della Georgia tra il 1816 e il 1817. Entrato poi in politica col Partito Democratico-Repubblicano, venne eletto alla Camera dei Rappresentanti nel 1821, rimanendo in carica fino al 1827, dimettendosi a ridosso dell'inizio del nuovo mandato nonostante fosse stato rieletto.
Tornato a Savannah e divenuto capitano delle Guardie Volontarie della città, vi morì nel 1832. Non risulta essersi sposato né aver avuto figli, e alla sua morte le sue vaste proprietà andarono al fratello minore, il militare Josiah Tattnall III.